# 李文星事件
李文星事件，又称为李文星案，是中国东北大学毕业生李文星通过“BOSS直聘”招聘软件求职后，被传销组织誘騙，最终在2017年7月溺水死亡的事件。该案案发后，5名涉案人員均被抓獲，主犯因涉嫌組織領導傳銷被刑事拘留。该事件在网络上引起上亿人次的关注和讨论，也迫使政府部门开始对非法传销活动进行全面打击。

## 受害人
李文星（1994年2月/3日（正月）-2017年7月14日，23岁），山东德州人。他与妹妹李文月是在同一时刻出生的龙凤胎，出生時有四斤三两，並被診斷出有呼吸缺陷，经过一番救治后才恢复健康。李文星生前学习成绩优异，2012年以630多分的高考成绩，考上了东北大学资源勘查工程专业。当时李文星曾担心家中經濟無法負擔，因而向父亲提出不上大学，但被父亲拒绝。2016年从大学毕业后，李文星并不想從事与资源勘查有关的工作。根據其妹李文月表示，他如果從事资源勘查相關工作，要出远门才有工作，但鉴于父母已经年老，想找离家近一点的地方上班，因此在與家人商量之后，李文星决定在北京报名IT培训班学习Java，以利之后尋找IT行业的相關工作，他的目标是三年内做到高级工程师。

## 经过

### 求职被骗
2017年5月15日，李文星在北京天通苑的一间出租屋使用一个名叫BOSS直聘的软件，向多位招Java岗位的人员发送信息。根据他在“BOSS直聘”的聊天记录显示，从早上9点21分到下午3点29分，李文星一共向20位老板发送了消息，唯一收到的回复是来自自称为“北京科蓝”人事部的薛婷婷。在回答薛婷婷所提出的几个问题后，李文星将简历发送给了她。5月18日，自称为“北京科蓝”的人员电话面试了李文星，翌日对方确认李文星面试通过。当日下午，一个昵称叫“五杀乐队”的QQ邮箱向李文星发送入职聘用书。该入职聘用书要求他于5月20日去天津滨海高新区软件园报到。李文星还和他的高中同学丁页城商量了一下这个工作机会，说出了自己的想法，称不知道职位是否靠谱，认为他被聘用的公司是从事传销的。丁页城回复称可以让李在天津的朋友帮忙打听，建议李文星不要去天津，但他不顾同学的建议直接去了天津。5月20日上午，李文星独自搭乘京津城际列车去了天津，于中午抵达目的地。当日下午2点41分，李文星发给陈栋的位置则显示，当时他已经处在静海区。
在此之后，李文星的所在之处不再被亲人和朋友详细了解，并且在天津和河北石家庄两地开始来回切换。而他的家人和朋友发现，去公司“报到”后的李文星出现态度冷淡、频繁失联、多次借钱、甚至手机搞丢等种种反常的迹象。7月8日，李文星给家里打了个电话，称“谁打电话要钱你们都别给”，这是他的最后一通电话，之后就再也没有出现。
7月14日18点56分，有路人报警称在天津市静海区104国道旁的一水坑内，有一男性尸体浮在水面，随身物品中发现有身份证和社保卡。之后城关派出所一民警确认死者为李文星。7月20日，经家属同意，对李文星尸体进行了解剖尸检。经检验，李文星符合生前溺水死亡特征。他的妹妹李文月称，当时李文星的胃里毫无食物。李文星的尸体于7月21日火化，他的叔叔用双肩包将骨灰运回山东，翌日安葬。

### 调查
事发后，天津警方对此案进行了现场周边走访排查、监控录像调取及关系人核查。根据李文星随身携带的笔记等物证，分析认为，李文星极有可能误入传销组织。
8月6日，天津警方通报了此案的作案经过。警方称，“蝶贝蕾”传销组织成员陈某利用手机和邮箱，在“BOSS直聘”冒用“北京科蓝软件系统有限公司”之名，发布虚假招聘信息。李文星投发简历后，陈某于5月20日将李文星诱骗至静海，后向传销组织上级进行了逐级汇报。经过调查取证确认，李文星在静海期间已交付了传销产品费，正式加入了传销组织，并在进入传销组织后期已不需要被控制，可以在传销组织内部自由活动，具体溺水死亡原因有待确认。天津警方还表示，该案涉案人员陈某、张某、江某某、翟某某、胡某等5名涉案人员已被抓获并被刑拘，其中江某某涉嫌组织领导传销，其他4人涉嫌非法拘禁。
10月25日，经过进一步调查，警方判定李文星屬「意外落水後溺水死亡」，故未予刑事立案。對此，李文月在媒体訪問時強調，會準備聘請律師繼續追責。
2018年5月24日，6名“蝶贝蕾”传销组织成员因涉嫌非法拘禁，被天津检方公诉，天津市静海区人民法院已经受理该案。在6名被告人中，有两名位于管理阶层的组织成员还被起诉涉嫌组织、领导传销活动罪。根据起诉书，除李文星外，还有3名受害人曾被“蝶贝蕾”传销组织拘禁，其中两人成功逃脱，另有一人被解救。另外，该案发生后，李文星的父母将BOSS直聘的运营方北京华品博睿网络技术有限公司告上法庭，要求运营方索赔230万元。北京市朝阳区人民法院于2018年3月26日受理此案，同时决定在6月12日组织原被告双方召开庭前会议和初步审理。

## 各方反应

### 科蓝软件
2017年8月3日，北京科蓝软件系统股份有限公司发布公告称，“BOSS直聘”上给受害学生李文星发入职聘用书的招聘方“北京科蓝”系他人恶意冒充，公司没有“人事部薛婷婷”和“人事行政部王文鹏”两名员工。此外，科蓝软件的工作人员表示，所有求职者成功入职后的入职聘用书都是通过企业邮箱发送给求职者，而非个人邮箱。

### BOSS直聘
7月28日，BOSS直聘工作人员得知此事后与警方取得了联系，同时也联系李文星家属了解情况。7月29日晚，BOSS直聘与家属代表在公司见面，家属代表提供了他与案情相关的信息。根据这些信息，BOSS直聘将有关的数据提取并保存，以便随时配合案件调查。
在事件发生后，有记者发现用户可以在BOSS直聘上提交虚假的招聘启事，无需通过审核。而在此事件以前也发生了类似案例。8月9日，北京市网信办、天津市网信办开展联合执法专项行动，就BOSS直聘发布违法违规信息、用户管理出现重大疏漏等问题，约谈BOSS直聘负责人，并下达行政执法检查记录，责令网站立即整改。经京津两地网信办调查，BOSS直聘在为用户提供信息发布服务过程中，违规为未提供真实身份信息的用户提供了信息发布服务；未采取有效措施对用户发布传输的信息进行严格管理，导致违法违规信息扩散。以上违规事项已违反《中华人民共和国网络安全法》第24、48条。翌日，BOSS直聘发表致歉声明，向李文星的家人、用户表示歉意，将承担法律责任并落实整改要求。根据声明，BOSS直聘自8月2日起采取了三个方面的举措，保障求职者安全。
而在7月19日（即李文星尸体被发现五天后），BOSS直聘被互联网信用认证平台认证为“互联网诚信示范单位”。但在8月16日，该资质被取消。

### 政府机关
事发后的8月6日，天津市委常委、市委政法委书记赵飞主持开展了一场打击非法传销的专项行动，决定在20天内“彻底清除全市非法传销活动”。由于该案的事发地静海是天津市非法传销的高发地，因此静海成为了打击重点。截至8日17时，静海区平均每天出动执法人员6000余人，累计排查出租房屋6557处，排查其他点位2997处，断水断电11处，张贴标语1281幅，入户宣传19900户，发放宣传材料13000份，累计收容教育127名传销人员。

## 相关评论
- 人民网以《将传销连根拔掉》为题发表评论称：“彻底拔掉传销的‘根’，政府责无旁贷”。评论中还指出：“李文星之死，敲响了警钟，能否长鸣，关键看决心、看行动、看效果。打击传销，个人力量总是有限的，需要政府不放手、不放水、不放过，需要全民不放松、不放弃、不放任[17]。”
- 《新京报》发表社论《求职者李文星之死，招聘网站难辞其咎》，称“互联网应该扩大社会福利，不能成为坏人的帮凶[18]。”
- 《钱江晚报》评论员魏英杰发表评论称：“人并非一叶孤舟，如果缺少了社会各个环节和机制的保护，再强壮的个体也是极其脆弱的[19]”。
- 《燕赵晚报》发表评论称：“严打传销，不要再让传销活动肆意蔓延，谋财害命；希望招聘平台完善信息发布机制，切实担负企业责任；希望社会各界关心、帮助大学毕业生实现求职梦想，为其搭建公平公开而又广阔的人生舞台，杜绝“李文星”式的悲剧重演[20]”。
- 《环球时报》发表评论员文章称“像打击邪教一样打击传销犯罪[21]”。
- 光明网发表评论员文章称，“求职青年李文星之死，正在让人们复盘‘魏则西事件’的恐慌[22]”。
- 《南方都市报》发表短评称：“李文星之死引发公众热议也在加剧和复刻人们的个中体验，社会是否有能力为之求解，依然是个未知数[23]”。

## 后续
2017年8月6日，据媒体报道，李文星的山東同鄉、同样因传销而受骗的25歲男子張超的遺體，与李文星遺體在同一日被天津警方发现。警方通报称，張超7月10日赴天津加入傳銷組織，7月13日，張超被发现有中暑癥狀，服用藥物後病情未見好轉。在送院過程中，被傳銷組織成員棄於路邊，最終不治身亡。